# Cophixalus monticola
Cophixalus monticola är en groddjursart som beskrevs av Richards, Dennis, Trenerry och Garry A. Werren 1994. Cophixalus monticola ingår i släktet Cophixalus och familjen Microhylidae. IUCN kategoriserar arten globalt som starkt hotad. Inga underarter finns listade i Catalogue of Life.